# Taunton-Nationalpark
Der Taunton-Nationalpark (engl.: Taunton National Park) ist ein Nationalpark im Osten des australischen Bundesstaates Queensland. Er liegt 400 Kilometer nordwestlich von Brisbane, 130 Kilometer westlich von Rockhampton und 35 Kilometer östlich von Blackwater an der Fitzroy Developmental Road.
Es handelt sich dabei um ein Schutzgebiet für wissenschaftliche Zwecke. Der Zugang ist nur mit einer besonderen Erlaubnis möglich.

## Geschichte
Der Park liegt im Aborigines-Stammesgebiet der Kangoulu und Ghungalu, für die das Gebiet auch heute noch eine gewisse Bedeutung besitzt. Besondere Kulturstätten gibt es dort aber nicht. Das Gebiet des heutigen Parks wurde früher als Weidefläche genutzt. 1994 wurde das Gebiet zum Nationalpark erklärt.

## Landesnatur
Die Landschaft ist größtenteils flach. Sanfte Hänge steigen in Richtung Norden und Westen an. Im Park herrschen Lehmböden vor. Die kleinen Wasserläufe führen nicht das ganze Jahr über Wasser, aber aus der Zeit der Beweidung gibt es noch 14 Stauwehre, die allerdings größtenteils verschlickt sind und daher etwa 9 Monate im Jahr trocken liegen.

## Flora und Fauna
Der Nationalpark befindet sich im nördlichen Teil des Brigalow-Gürtels. Dementsprechend herrschen Akazien- und Eukalypten-Arten dort vor, insbesondere die Arten Acacia harpophylla und Eremophila mitchelli. Daneben gibt es auch Grasland und niedriges Dickicht. Insgesamt wurden 190 Pflanzenarten auf dem Gebiet des Parks gefunden.
Die interessanteste Tierart in diesem Park ist das Kurznagelkänguru (Onychogalea fraenata), das seit 1937 als ausgestorben galt, bis 1973 wieder einige Exemplare dort gesichtet wurden; es gilt als gefährdet. Es wurden über 70 Vogelarten festgestellt, davon sind ein Viertel Wasservögel. Es gibt verschiedene andere Känguruarten, den Koala und sechs Schlangenarten.

## Einrichtungen und Zufahrt
Im Park gibt es keine Einrichtungen für Touristen. Gruppen von Studenten und Wissenschaftlern führen dort öfters Studien durch.
Der Park liegt nördlich des Capricorn Highway und westlich der Fitzroy Developmental Road, die in Dingo vom Capricorn Highway abzweigt. Nach etwa 23 Kilometer zweigt nach Westen eine unbefestigte Piste ab, die zum Red Hill im Nordwestteil des Parks führt.